# Porto di Mare
Porto di Mare is een metrostation in de Italiaanse stad Milaan dat werd geopend op 12 mei 1991 en wordt bediend door lijn 3 van de metro van Milaan.

## Geschiedenis
Het station ligt aan het metotraject tussen de binnenstad en San Donato dat in het metroplan van 1952 door lijn 4 zou worden bediend. Na een herziening in 1977 werd het onderdeel van lijn 3 en werd het station als Fabio Massimo aanbesteed. De bouw begon in 1986 en op 12 mei 1991 werd het station als Porto di Mare geopend als onderdeel van de verlenging van Porta Romana naar San Donato. De naam -Zeehaven- verwijst naar een niet uitgevoerd project voor een rivierhaven die in de buurt rond het station zou komen ter vervanging van de Darsena di Porta Ticinese. 

## Ligging en inrichting
Het ondiep gelegen zuilenstation ligt onder de Via Giovanni Battista Cassinis parallel aan de noordkant van de Raccordo per l'Autostrada del Sole. De beperkte ruimte tussen de Raccordo en de gevels is ook ondergronds merkbaar door de smalle gangen en perrons. De twee zijperrons zijn met trappen en liften verbonden met een langwerpige ondergrondse verdeelhal. De toegang ligt aan de noordwestkant van de verdeelhal waar naast een lift twee trappen naar de straat zijn. Onder de Raccordo loopt een voetgangerstunnel tussen de toegang en de Via Fabio Massimo. Door trappen tussen deze tunnel en de eigenlijke verdeelhal zijn rolstoelgebruikers aangewezen op de lift aan de Via Giovanni Battista Cassinis. Het station is afgewerkt met een geel rooster als plafond en grijze blokken op de wanden. Langs de trappen zijn gladde stenen panelen aangebracht en de zuilen tussen de sporen zijn zwart geschilderd.